# Churandy Martina
Churandy Thomas Martina (Willemstad, 3 luglio 1984) è un velocista olandese.
In carriera è stato campione europeo dei 200 metri piani e della staffetta 4×100 metri a Helsinki 2012, nonché campione europeo dei 100 metri piani ad Amsterdam 2016. Ha rappresentato le Antille Olandesi fino alla loro dissoluzione nel 2010, anno in cui ha optato per la nazionale dei Paesi Bassi.

## Biografia
Nato a Willemstad, ex capitale delle dissolte Antille Olandesi e attuale capitale di Curaçao, Martina è stato uno dei tre atleti rappresentanti le Antille Olandesi ai Giochi olimpici di Atene 2004 nonché il portabandiera della sua nazione.

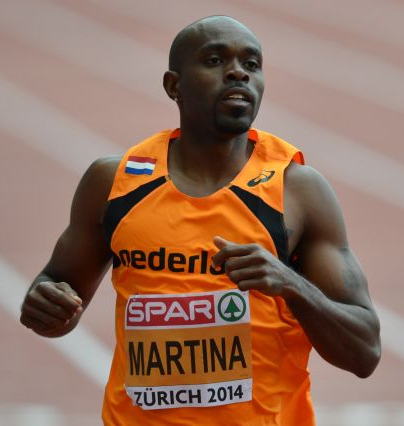
Churandy Martina agli Europei di

Nel 2005 si è classificato terzo nei 100 metri ai Campionati CAC svoltisi a Nassau, Bahamas, e sulla stessa distanza il 13 maggio 2006 a El Paso, negli Stati Uniti, ha fermato il cronometro a 9"76 con vento a favore pari a 6,1 m/s.
Il 24 luglio 2007 ha vinto la medaglia d'oro nei 100 m ai Giochi panamericani svoltisi a Rio de Janeiro con il tempo di 10"15. Nel corso dello stesso anno è giunto quinto nelle finali dei 100 e 200 m ai Mondiali disputatisi ad Osaka, in Giappone.
Ai Giochi olimpici di Pechino 2008 è stato nuovamente portabandiera per le Antille Olandesi. In quell'edizione dei Giochi concluse in seconda posizione la finale dei 200 m dietro Usain Bolt con 19"82, tempo che sarebbe stato record nazionale e seconda medaglia olimpica per le Antille Olandesi dopo l'argento conquistato da Jan Boersma a Seul 1988.
Tuttavia, Martina venne squalificato un'ora dopo la fine della gara per invasione di corsia. Analoga sorte toccata, subito dopo il termine della gara, e per la medesima infrazione, anche all'atleta statunitense Wallace Spearmon, inizialmente terzo classificato.
L'esito della doppia squalifica portò all'assegnazione delle medaglie d'argento e di bronzo agli statunitensi Shawn Crawford e Walter Dix.
Il suo primato personale sui 100 metri piani, nonché record nazionale olandese, è di 9"91, ottenuto nella semifinale di specialità ai Giochi olimpici di Londra 2012. Sui 200 e 400 metri piani i suoi primati sono rispettivamente di 19"85, ottenuto nel 2012 e record nazionale olandese, e 46"13, stabilito nel 2007.

## Record nazionali olandesi

### Seniores
- 100 metri piani: 9"91 ( Londra, 5 agosto 2012)
- 200 metri piani: 19"81 ( Losanna, 25 agosto 2016)
- Staffetta 4×100 metri: 38"03  ( Berlino, 12 agosto 2018) (Chris Garia, Churandy Martina, Hensley Paulina, Taymir Burnet)

## Palmarès

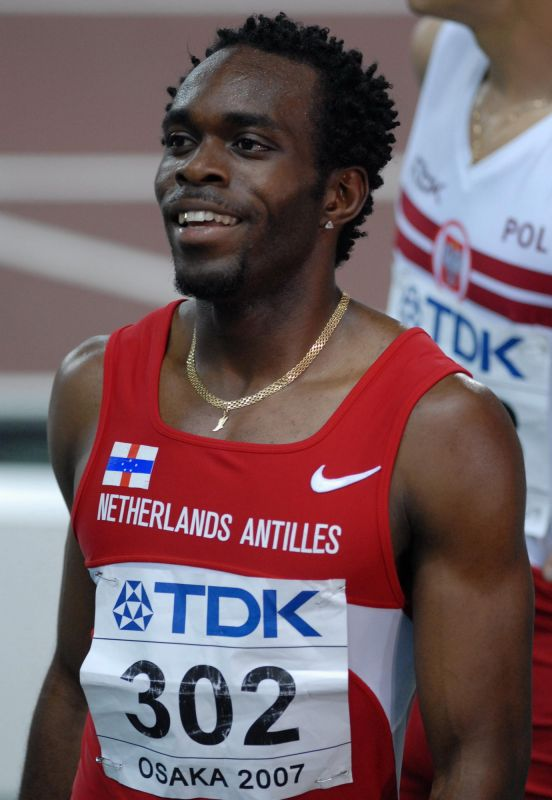
Churandy Martina ai Mondiali di

| Anno                                     | Manifestazione      | Sede           | Evento      | Risultato        | Prestazione | Note                                     |
| ---------------------------------------- | ------------------- | -------------- | ----------- | ---------------- | ----------- | ---------------------------------------- |
| In rappresentanza delle Antille Olandesi |                     |                |             |                  |             |                                          |
| 1999                                     | Mondiali U18        | Bydgoszcz      | 100 m piani | Semifinale       | 11"12       |                                          |
| 2000                                     | Mondiali U20        | Santiago       | 100 m piani | Batteria         | 10"77       |                                          |
| 2000                                     | Mondiali U20        | Santiago       | 200 m piani | Batteria         | dq          |                                          |
| 2002                                     | Mondiali U20        | Kingston       | 100 m piani | Quarti di finale | 10"52       |                                          |
| 2002                                     | Giochi sudamericani | Belém          | 100 m piani | Oro              | 10"42       | Record nazionale                         |
| 2002                                     | Giochi sudamericani | Belém          | 200 m piani | Argento          | 20"81       |                                          |
| 2002                                     | Giochi CAC          | San Salvador   | 100 m piani | 8º               | 10"55       |                                          |
| 2002                                     | Giochi CAC          | San Salvador   | 200 m piani | 8º               | 21"89       |                                          |
| 2002                                     | Giochi CAC          | San Salvador   | 4×100 m     | 6º               | 42"14       |                                          |
| 2003                                     | Giochi panamericani | Santo Domingo  | 4×100 m     | 4º               | 39"19       |                                          |
| 2003                                     | Mondiali            | Saint-Denis    | 100 m piani | Batteria         | 10"35       |                                          |
| 2004                                     | Giochi olimpici     | Atene          | 100 m piani | Quarti di finale | 10"24       |                                          |
| 2005                                     | Campionati CAC      | Nassau         | 100 m piani | Bronzo           | 10"10       | Record nazionale                         |
| 2005                                     | Campionati CAC      | Nassau         | 4×100 m     | Argento          | 38"92       |                                          |
| 2005                                     | Mondiali            | Helsinki       | 100 m piani | Quarti di finale | 10"48       |                                          |
| 2005                                     | Mondiali            | Helsinki       | 4×100 m     | 6º               | 38"45       | Record nazionale                         |
| 2006                                     | Giochi CAC          | Cartagena      | 100 m piani | Oro              | 10"06       | Record dei campionati                    |
| 2006                                     | Giochi CAC          | Cartagena      | 4×100 m     | Oro              | 39"29       |                                          |
| 2007                                     | Giochi panamericani | Rio de Janeiro | 100 m piani | Oro              | 10"15       |                                          |
| 2007                                     | Giochi panamericani | Rio de Janeiro | 4×100 m     | 6º               | 39"83       |                                          |
| 2007                                     | Mondiali            | Osaka          | 100 m piani | 5º               | 10"08       |                                          |
| 2007                                     | Mondiali            | Osaka          | 200 m piani | 5º               | 20"28       |                                          |
| 2008                                     | Giochi olimpici     | Pechino        | 100 m piani | 4º               | 9"93        | Record nazionale                         |
| 2008                                     | Giochi olimpici     | Pechino        | 200 m piani | Finale           | dq          |                                          |
| 2009                                     | Mondiali            | Berlino        | 100 m piani | Quarti di finale | 10"19       |                                          |
| 2010                                     | Mondiali indoor     | Doha           | 60 m piani  | Semifinale       | 6"65        |                                          |
| 2010                                     | Giochi CAC          | Mayagüez       | 100 m piani | Oro              | 10"07       |                                          |
| 2010                                     | Giochi CAC          | Mayagüez       | 200 m piani | Oro              | 20"25       | Record dei campionati                    |
| 2010                                     | Giochi CAC          | Mayagüez       | 4×100 m     | Bronzo           | 38"82       |                                          |
| In rappresentanza dei Paesi Bassi        |                     |                |             |                  |             |                                          |
| 2011                                     | Mondiali            | Taegu          | 100 m piani | Semifinale       | 10"29       |                                          |
| 2011                                     | Mondiali            | Taegu          | 200 m piani | Semifinale       | dns         |                                          |
| 2012                                     | Europei             | Helsinki       | 200 m piani | Oro              | 20"42       |                                          |
| 2012                                     | Europei             | Helsinki       | 4×100 m     | Oro              | 38"34       | Record nazionale                         |
| 2012                                     | Giochi olimpici     | Londra         | 100 m piani | 5º               | 9"94        |                                          |
| 2012                                     | Giochi olimpici     | Londra         | 200 m piani | 5º               | 20"00       |                                          |
| 2012                                     | Giochi olimpici     | Londra         | 4×100 m     | 6º               | 38"39       |                                          |
| 2013                                     | Mondiali            | Mosca          | 100 m piani | Semifinale       | 10"09       |                                          |
| 2013                                     | Mondiali            | Mosca          | 200 m piani | 7º               | 20"35       |                                          |
| 2013                                     | Mondiali            | Mosca          | 4×100 m     | 5º               | 38"37       | Miglior prestazione personale stagionale |
| 2014                                     | World Relays        | Nassau         | 4×100 m     | Finale B         | dnf         |                                          |
| 2014                                     | Europei             | Zurigo         | 100 m piani | Semifinale       | 10"34       |                                          |
| 2014                                     | Europei             | Zurigo         | 200 m piani | 4º               | 20"37       | Miglior prestazione personale stagionale |
| 2014                                     | Europei             | Zurigo         | 4×100 m     | 5º               | 38"60       |                                          |
| 2015                                     | World Relays        | Nassau         | 4×100 m     | 15º              | 39"41       | [ 3 ]                                    |
| 2015                                     | Mondiali            | Pechino        | 100 m piani | Semifinale       | 10"09       |                                          |
| 2015                                     | Mondiali            | Pechino        | 200 m piani | Semifinale       | 20"20       | Miglior prestazione personale stagionale |
| 2016                                     | Mondiali indoor     | Portland       | 60 m piani  | Batteria         | 6"67        |                                          |
| 2016                                     | Europei             | Amsterdam      | 100 m piani | Oro              | 10"07       | Miglior prestazione personale stagionale |
| 2016                                     | Europei             | Amsterdam      | 200 m piani | Finale           | dq          |                                          |
| 2016                                     | Europei             | Amsterdam      | 4×100 m     | 4º               | 38"57       |                                          |
| 2016                                     | Giochi olimpici     | Rio de Janeiro | 100 m piani | Batteria         | 10"22       |                                          |
| 2016                                     | Giochi olimpici     | Rio de Janeiro | 200 m piani | 5º               | 20"13       |                                          |
| 2017                                     | World Relays        | Nassau         | 4×100 m     | Finale           | dnf         |                                          |
| 2018                                     | Europei             | Berlino        | 100 m piani | 6º               | 10"16       | Miglior prestazione personale stagionale |
| 2018                                     | Europei             | Berlino        | 200 m piani | Semifinale       | 20"51       |                                          |
| 2018                                     | Europei             | Berlino        | 4×100 m     | Bronzo           | 38"03       | Record nazionale                         |
| 2019                                     | World Relays        | Yokohama       | 4×100 m     | Batteria         | 38"67       | Miglior prestazione personale stagionale |
| 2019                                     | Mondiali            | Doha           | 4×100 m     | Finale           | dq          |                                          |
| 2021                                     | World Relays        | Chorzów        | 4×100 m     | Finale           | dnf         |                                          |
| 2021                                     | Giochi olimpici     | Tokyo          | 4×100 m     | Batteria         | dnf         |                                          |
| 2024                                     | World Relays        | Nassau         | 4×100 m     | Batteria         | 38"87       |                                          |

## Altre competizioni internazionali
2007

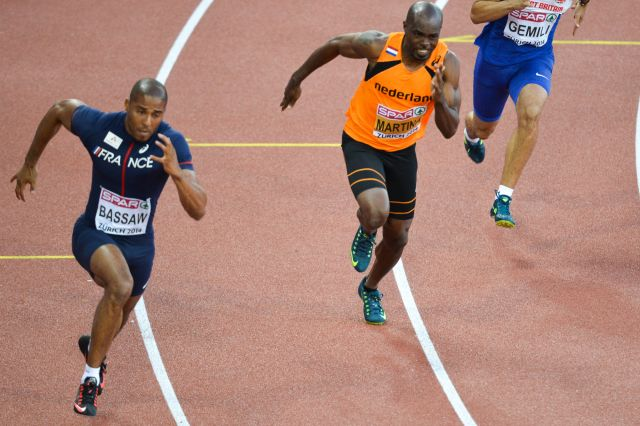
Churandy Martina (al centro) impegnato durante la 4×100 m agli Europei di

- 6º alla World Athletics Final ( Stoccarda), 100 m piani - 10"23

2009
- 6º alla World Athletics Final ( Salonicco), 100 m piani - 10"20

2010
- Argento in Coppa continentale ( Spalato), 200 m piani - 20"47